# گوشوگاوارا، آئوموری
گوشوگاوارا، آئوموری از شهرهای استان آئوموری ژاپن است که جمعیت آن در ۱ ژانویه ۲۰۰۸۶۰٬۷۸۸ نفر بوده‌است.